# 런어웨이 걸
《런어웨이 걸》(원제: 영어: Hick)은 안드레아 포르테스의 동명의 소설을 원작으로 데릭 마티니가 감독한 2011년 공개된 미국의 코미디 드라마 영화이다. 2011년 9월 10일 토론토 국제영화제에서 프리미어 시사회가 열려 첫 상영 되었다. 대한민국에서는 2014년 10월 30일에 개봉되었다.

## 배역
- 클로이 그레이스 모레츠 - 룰리 맥멀렌(Luli McMullen) 역
- 블레이크 라이블리 - 그렌다(Glenda) 역
- 에디 레드메인 - 에디 크리저(Eddie Kreezer) 역
- 알렉 볼드윈 - 뷰(Beau) 역
- 줄리엣 루이스 - 타미(Tammy) 역
- 로리 컬킨 - 클레먼트(Clement) 역
- 앤슨 마운트 - 닉(Nick) 역
- 샤운 시포스 - 블레인(Blane) 역
- 레이 맥키 - 로이드(Lloyd) 역